# O.Torvald
O.Torvald (en ucraniano: Оторвальд) es una banda musical ucraniana de rock alternativo y nu metal.
Se formó en Poltava en el 2005. Representó a Ucrania en el Festival de Eurovisión 2017 con la canción «Time».

## Historia

### Inicios y primer disco
El origen de esta banda de música se remonta al año 1999, cuando sus dos actuales componentes Yevhen Halych y Denys Myzyuk crearon el dúo juvenil, Kruty! Pedali. Este dúo permaneció hasta 2005, cuando conocieron a Olexandr Nechiporenko, Andriy Lytvynok e Igor Odaryuk; y juntos en la ciudad de Poltava crearon la banda O.Torvald.
Primeramente Yevhen Halych era el vocalista principal, Denys Myzyuk y Oleksandr Nechyporenko eran los guitarristas, Andriy Lytvynok era el batería e Igor Odaryuk era el bajista. Todos ellos se mudaron hacia Kiev y allí alquilaron juntos una casa en la cual ensayaban. Según declaró el propio vocalista, el nombre de O.Torvald proviene de una variación de la palabra rusa отрываться (otryvat'sya), que significa desprenderse.
Allí en la capital ucraniana empezaron a tener coger experiencia en diversos festivales destacados como el Global Battle of the Bands (GBOB), el Chernova Ruta, el Perlyny Sezonu o el Tavriys’ki ihry. También empezaron a componer y grabar sus primeras canciones, que muchas de ellas, al final se quedaron solamente en demos. Para los años 2007 y 2008 firmaron un contrato con la discográfica Vesna Musić y ya pudieron lanzar él fue su primer álbum debut, titulado con el mismo nombre del grupo. Gracias a este primer disco que tuvo muy buena aceptación por parte del público y al éxito de los sencillos incluidos "Ne zalyshay" y "Kiev-London", empezaron a darse a conocer por todo el país, realizando constantes apariciones en televisión, radio y prensa escrita.
Ese mismo año 2008, llegaron a la banda nuevos componentes: Mykola Rayda como teclista y deejay; y Vladimir Yakolev como batería.

### 2011-2014
Su segundo éxito les llegó en 2011 cuando lanzaron su segundo disco, В тобі, pero esta vez bajo el sello de Moon Records.
Este proyecto presentó un sonido diferente al anterior, debido en parte a la llegada de nuevos integrantes.
Por un lado, el guitarrista Oleksandr Nechyporenko dejó la banda y en su lugar se puso el vocalista Yevhen Halych. El batería Volodymyr Yakovlev fue sustituido por Oleksandr Solokha y el bajista Ihor Odaryuk es sustituido por Dmitry Malichev, que al poco tiempo será reemplazado por Volodymyr Yaroshenko.
En febrero de 2012 estuvieron realizando una gira acústica por todo el país, en la cual grabaron un álbum en vivo titulado Akustychnyy. Al mismo tiempo también participaron en numerosos festivales como el Ekolomyja de Polonia, el Prosto Rock donde cabe destacar que compartieron cartel con la banda estadounidense Linkin Park; en el Zaxhidfest donde coincidieron con los eurovisivos moldavos Zdob și Zdub o el Global Gathering donde conocieron a los músicos Tapolsky & VovKING y juntos grabaron el extended play (EP) "Vykorystovuy nas".
En el 2014 lanzaron su tercer disco, "Ty Ye", cuyo sencillo y videoclip "Mr.DJ" fueron censurados por el contenido sexual que se apreciaba.
Ese mismo año, se dio el último cambio sustancial en la banda, ya que se unió Mykyta Vasylʹyev como nuevo bajista.

### 2015-2016
La banda ha día de hoy está compuesta por Yevhen Halych como guitarra rítmica y voz principal, Denys Myzyuk como guitarrista principal, Mykola Rayda como deejay y teclista, Mykyta Vasyl’yev como bajista y Oleksandr Solokha como batería.
El 1 de septiembre de 2016 lanzaron el que ha sido su cuarto disco, titulado "#nashilyudyvsyudy". Además se han sumado a otros proyectos como crear la sintonía de la serie de televisión Kiyev Dnem i Noch'yu, estrenada en el mismo año; y crear también la canción principal de la película Pravilo boyu, estrenada ahora en 2017 y en la cual el integrante Yevhen Halych tuvo un papel protagonista.

### 2017- presente (Festival de Eurovisión)
A últimos de 2016 ya se anunciaron como candidatos en la selección nacional eurovisiva. La canción con la que se han presentado es "Time", que ha sido escrita por ellos mismos, producida por Kyrylo Matjušenko y lanzada por el sello Best Music el 17 de febrero.
En la selección nacional se enfrentaban a la gran favorita Tayanna que se hizo con la mejor valoración de los jueces y con Melovin que se llevó gran parte del apoyo de la audiencia, sin embargo O.Torvald tomó la delantera siendo el segundo clasificado en ambas categorías. Y en la gran final del 25 de febrero esta situación culminó con un empate entre la solista femenina y el grupo, pero esta vez lograron el máximo apoyo del público resultando vencedores de esta selección y logrando ser los nuevos representantes de Ucrania en el Festival de la Canción de Eurovisión 2017 que se celebró en el Centro Internacional de Exposiciones de Kiev, en el cual fueron los anfitriones y actuaron directamente en la gran final tras la victoria el año pasado de Jamala con su canción "1944". Finalizaron en antepenúltima posición con 36 puntos en total.
En febrero de 2017, la banda ganó la selección nacional de Ucrania para el Festival de la Canción de Eurovisión.

## Miembros
- Yevhen Halych – vocal y guitarra (2005-presente)
- Denys Myzyuk – guitarra y coro (2005-presente)
- Oleksandr Solokha – batería (2011-presente)
- Mykyta Vasylʹyev – bajo (2014-presente)
- Mykola Rayda – piano y deejay (2008-presente)